# Joaquín del Río Zambrana
Joaquín del Río Zambrana (Tánger, 1937-Pamplona, 9 de julio de 2018) fue un farmacéutico y químico español. Director del Instituto Cajal del CSIC, Presidente de la Sociedad Española de Neurociencias (1989-1991) y profesor universitario.

## Biografía
Tras su licenciatura en Farmacia y en Ciencias Químicas, viajó a Barcelona, París y Roma, donde realizó diversas estancias postdoctorales. De regreso a Madrid, comenzó su carrera científica en el Instituto de Química Médica del CSIC. Allí inició su actividad investigadora en el campo de la Química Médica, fundando la Unidad de Neurofarmacología, con el fin de desarrollar los  fármacos neurolépticos, alguno de los cuales se encontraban en uso clínico, como el caso del bentazepam o la tiadiponaR. En los años setenta, una vez realizada la caracterización de los péptidos opiáceos, procedió al análisis funcional de diversos neuropéptidos. Fue pionero en el uso de anticuerpos monoclonales específicos para bloquear sus acciones a nivel central. También realizó contribuciones al estudio del párkinson y del alzheimer, entre otras enfermedades neurodegenerativas.
Director del Instituto Cajal (1983-1987), contribuyó a su proceso de modernización. Entre 1989 y 1991 asumió la presidencia de la Sociedad Española de Neurociencias, que había creado junto con otros neurocientíficos.
También desarrolló su faceta docente como profesor extraordinario de Farmacología en la Universidad de Navarra en 1989; donde dirigió más de treinta tesis doctorales, y como director del área de Neurociencias del Centro para la Investigación Médica Aplicada (CIMA), entre 2005 y 2007. Ese año fue nombrado profesor emérito del departamento de Farmacología.
Fue autor de más de doscientas publicaciones.
Falleció tras varios años luchando contra un cáncer.

## Premios y reconocimientos
- Premio Galien a la investigación farmacéutica más destacada del año (2002)